# Ditassa emmerichae
Ditassa emmerichae là một loài thực vật có hoa trong họ La bố ma. Loài này được Fontella mô tả khoa học đầu tiên năm 1987.